# Ereteken voor de Brandweer (Vrijstaat Saksen)
Het Ereteken voor de Brandweer  was een in 1920 ingestelde onderscheiding van de vrijstaat Saksen, de opvolger van het in 1918 tot republiek uitgeroepen koninkrijk Saksen. De onderscheiding die de Duitsland gebruikelijke vorm van een gesp op een strookje lint, een zogenaamde "schnalle", kreeg was van verzilverd goudkleurig brons.
De onderscheiding was nieuw, anders dan de andere Midden-Duitse staten had Saksen geen bijzondere onderscheiding voor de brandweer. In het tijdperk van de monarchie werden  in Duitsland honderden ridderorden en onderscheidingen verleend die ook veel werden gedragen. Als vrijstaat bezat het nieuwe door progressieve politici bestuurde Saksen slechts één enkele onderscheiding. 
De onderscheiding werd tot 1936 uitgereikt. Toen maakte de nazipartij een einde aan de zelfstandigheid van de deelstaten.